# Вінницький обласний центр з гідрометеорології
Вінницький обласний центр з гідрометеорології (Вінницький ЦГМ) — державна бюджетна організація, що належить до сфери управління ДСНС України та безпосередньо підпорядковується Українському гідрометеоцентру.
Вінницький ЦГМ у межах повноважень бере участь у реалізації державної політики у сфері гідрометеорологічної діяльності.

## Історія
Швидке відновлення та розвиток метеорологічних спостережень на Вінничині розпочалось після прийняття декрету Ради Народних Комісарів 19 листопада 1921 року про створення Української метеорологічної служби-Укрмет.
7 жовтня 1924 року у Вінниці був відкритий губернський відділ Української метеорологічної служби. Очолив його професор Леонід Григорович Данилов, який ще з 1918 року за розпорядженням Подільського губернського земства здійснював керівництво Вінницьким агрометеобюро. Таким чином, Вінниця стала одним з небагатьох міст на Україні, де був сформований прогнозувальний центр, який готував до друку щомісячні і сезонні огляди погоди Поділля, сезонні аналізи синоптичних умов, довгострокові прогнози погоди.

## Структура
У структуру Вінницького ЦГМ входять:
- авіаційна метеорологічна станція цивільна (АМСЦ) Вінниця (с. Гавришівка);
- метеостанція Білопілля (с. Білопілля, Козятинського району);
- метеостанція Хмільник;
- метеостанція Жмеринка;
- метеостанція Гайсин;
- метеостанція Могилів-Подільський;
- метеостанція Липовець;
- лабораторія з контролю забруднення атмосферного повітря м. Вінниця.